# Metalla
Metalla ist ein moderner Begriff für eine Sonderform von früher als Bergwerksmarken bezeichneten römischen Kleinmünzen, die in der Zeit von Trajan bis Antoninus Pius geprägt wurden.
Auf dem Avers findet sich entweder der Kopf des Kaisers, der der Göttin Roma oder von einem der Metallgötter: Apollon für Gold, Diana für Silber, Mars für Eisen und Venus für Kupfer. Auf dem Revers finden sich die Personifikation Aequitas, eine Frau mit Ähren oder ein Panzer, dazu eine Umschrift, die metalli Ulpiani, m(etalli) Dalm(atici) oder Pann(onici) und ähnlich lauten kann. Es werden jedoch nur illyrische Bergwerke genannt. Auf manchen Prägungen findet sich SC, was bedeutet, dass dies eine stadtrömische Prägung war.
Entgegen früheren Annahmen liefen diese Münzen nicht nur in Bergwerken, sondern mindestens in Rom und Italien um. Die Inschriften auf dem Revers deuten möglicherweise darauf hin, dass die früher von unabhängigen Pächtern betriebenen Bergwerke von den Kaisern übernommen wurden.